# Liste der Mitglieder der Badischen Ständeversammlung 1867 bis 1868
Diese Liste umfasst die Mitglieder der Ständeversammlung des Großherzogtums Baden für die Sessionen des 23. ordentlichen Landtags. Die Eröffnung fand am 5. September 1867 statt. Die Schlusssitzung fiel auf den 15. Februar 1868. Insgesamt fanden 31 Sitzungen  der Ersten Kammer und 72 Sitzungen  der Zweiten Kammer statt.

## Präsidium der Ersten Kammer
Präsident: Robert von Mohl

1. Vizepräsident: Gideon Weizel

2. Vizepräsident: Freiherr Franz von Falkenstein

## Mitglieder der Ersten Kammer

### Prinzen des Hauses Baden
- Prinz Wilhelm von Baden
- Prinz Karl von Baden
- Markgraf Maximilian von Baden (war nie anwesend)

### Standesherren
- Fürst Karl Egon zu Fürstenberg (war nie anwesend)
- Fürst Ernst zu Leiningen (war nie anwesend)
- Fürst Erwein von der Leyen (war nie anwesend)
- Fürst Wilhelm zu Löwenstein-Wertheim-Freudenberg
- Fürst Karl zu Löwenstein-Wertheim-Rosenberg (war nie anwesend)
- Graf Karl Theodor zu Leiningen-Billigheim (war nie anwesend)
- Graf Karl Theodor zu Leiningen-Neudenau (war nie anwesend)

### Vertreter des erblichen Landstands
- Graf Ludwig Wilhelm August von Langenstein und Gondelsheim (war nie anwesend)

### Vertreter der katholischen Kirche
- Hermann von Vicari,[3] Erzbischof von Freiburg (war nie anwesend)

### Vertreter der evangelischen Landeskirche
- Karl Julius Holtzmann, Prälat der Evangelischen Landeskirche

### Vertreter des grundherrlichen Adels

#### Oberhalb der Murg
- Freiherr Leopold von Böcklin, Oberst
- Freiherr Franz von Falkenstein
- Freiherr Karl von Gayling
- Freiherr Bruno von Türckheim

#### Unterhalb der Murg
- Freiherr August von Gemmingen-Hornberg-Michelfeld
- Freiherr Ernst August Göler von Ravensburg
- Graf Maximilian von Helmstatt
- Freiherr Karl Rüdt von Collenberg-Bödigheim

### Vertreter der Landesuniversitäten
- Julius Jolly,[3] Ministerialrat, Vertreter der Universität Heidelberg
- Anton Stabel,[3] Staatsminister, Vertreter der Universität Freiburg

### Vom Großherzog ernannte Mitglieder
- Robert von Mohl,[3] Geheimrat
- Gideon Weizel,[3] Staatsrat
- Karl Graf von Sponeck, Oberst
- Johann Caspar Bluntschli,[3] Geheimrat
- Theodor Bertheau,[3] Oberhofgerichtsadvokat
- August Dennig, Fabrikinhaber
- Philipp Artaria, Kunsthändler
- Franz Josef Faller, Fabrikinhaber

## Präsidium der Zweiten Kammer
Präsident: Georg Martin Hildebrandt

1. Vizepräsident: Ludwig Kirsner

2. Vizepräsident: Carl Eckhard

## Die gewählten Abgeordneten der Zweiten Kammer

### Stadtwahlbezirke
| Wahl- bezirk | Bezeichnung des Wahlbezirks     | Name des Abgeordneten                                        |
| ------------ | ------------------------------- | ------------------------------------------------------------ |
| S1           | Wahlbezirk der Stadt Überlingen | Hermann Poppen                                               |
| S2           | Wahlbezirk der Stadt Konstanz   | Karl Seiz                                                    |
| S3           | Wahlbezirk der Stadt Freiburg   | Josef Frick                                                  |
| S3           | Wahlbezirk der Stadt Freiburg   | August Straub                                                |
| S4           | Wahlbezirk der Stadt Lahr       | Wilhelm Morstadt                                             |
| S4           | Wahlbezirk der Stadt Lahr       | Ludwig Turban                                                |
| S5           | Wahlbezirk der Stadt Offenburg  | Christian Wilhelm Gerbel                                     |
| S6           | Wahlbezirk der Stadt Rastatt    | Wilhelm Nokk                                                 |
| S7           | Wahlbezirk der Stadt Baden      | Konrad Kuntz                                                 |
| S8           | Wahlbezirk der Stadt Karlsruhe  | Eduard Koelle                                                |
| S8           | Wahlbezirk der Stadt Karlsruhe  | Rudolf Kusel                                                 |
| S8           | Wahlbezirk der Stadt Karlsruhe  | August Nicolai                                               |
| S9           | Wahlbezirk der Stadt Durlach    | Rudolf von Freydorf                                          |
| S10          | Wahlbezirk der Stadt Pforzheim  | Friedrich Wilhelm Lenz                                       |
| S10          | Wahlbezirk der Stadt Pforzheim  | August Kayser                                                |
| S11          | Wahlbezirk der Stadt Bruchsal   | Gustav Rée                                                   |
| S12          | Wahlbezirk der Stadt Mannheim   | Gustav Hummel                                                |
| S12          | Wahlbezirk der Stadt Mannheim   | Karl Heinrich Hoff                                           |
| S12          | Wahlbezirk der Stadt Mannheim   | Eduard Moll                                                  |
| S13          | Wahlbezirk der Stadt Heidelberg | Heinrich Krausmann (Mandat bis 1868, dann gefolgt von Renck) |
| S13          | Wahlbezirk der Stadt Heidelberg | Ludwig Renck (1868 Nachfolger von Krausmann)                 |
| S13          | Wahlbezirk der Stadt Heidelberg | Wilhelm Max Wundt                                            |
| S14          | Wahlbezirk der Stadt Wertheim   | Franz Heinrich von Feder                                     |

### Ämterwahlbezirke
| Wahl- bezirk | Bezeichnung des Wahlbezirks                                                              | Name des Abgeordneten                                              |
| ------------ | ---------------------------------------------------------------------------------------- | ------------------------------------------------------------------ |
| A1           | Wahlbezirk der Ämter Meersburg, Salem, Pfullendorf und Überlingen                        | Franz Xaver Heilig                                                 |
| A2           | Wahlbezirk der Ämter Radolfzell, Blumenfeld und Konstanz                                 | Karl Friedrich Müller                                              |
| A3           | Wahlbezirk der Ämter Stockach, Meßkirch und Engen                                        | Johann Baptist Roder                                               |
| A4           | Wahlbezirk der Ämter Blumberg, Stühlingen, Bonndorf, Löffingen und Neustadt              | Paul Tritscheller                                                  |
| A5           | Wahlbezirk der Ämter Villingen und Hüfingen                                              | Ludwig Kirsner                                                     |
| A6           | Wahlbezirk der Ämter Tiengen, Jestetten, St. Blasien und Waldshut                        | Josef Hebting                                                      |
| A7           | Wahlbezirk der Ämter Säckingen, Laufenburg und Schönau                                   | Otto Sachs                                                         |
| A8           | Wahlbezirk der Ämter Schopfheim und Kandern                                              | Ludwig Lichtenberger                                               |
| A9           | Wahlbezirk des Amtes Lörrach                                                             | August Lamey                                                       |
| A10          | Wahlbezirk des Amtes Müllheim                                                            | Johann Heidenreich                                                 |
| A11          | Wahlbezirk der Ämter Staufen und Heitersheim                                             | Franz Josef Federer (Mandat bis 1867, dann gefolgt von Eschbacher) |
| A11          | Wahlbezirk der Ämter Staufen und Heitersheim                                             | Johann Eschbacher (1867 Nachfolger von Federer)                    |
| A12          | Wahlbezirk des Amtes Altbreisach mit zum Stadtamt Freiburg zugehörigen Landorten         | Heinrich Stocker (Mandat bis 1868, dann gefolgt von Vögelin)       |
| A12          | Wahlbezirk des Amtes Altbreisach mit zum Stadtamt Freiburg zugehörigen Landorten         | Heinrich Vögelin (1868 Nachfolger von Stocker)                     |
| A13          | Wahlbezirk des Landamtes Freiburg (I) und des Amtes St. Peter                            | Johann Birmelin                                                    |
| A14          | Wahlbezirk des Landamtes Freiburg (II) und der Ämter Waldkirch und Elzach                | Karl Maria Josef Eckhard                                           |
| A15          | Wahlbezirk des Amtes Emmendingen                                                         | Gustav Breithaupt                                                  |
| A16          | Wahlbezirk der Ämter Endingen und Kenzingen                                              | Karl Busch                                                         |
| A17          | Wahlbezirk der Ämter Triberg, Hornberg, Wolfach und Haslach                              | Robert Gerwig                                                      |
| A18          | Wahlbezirk des Amtes Ettenheim                                                           | Karl Richter                                                       |
| A19          | Wahlbezirk des Amtes Lahr                                                                | Friedrich Karl Christian Kiefer                                    |
| A20          | Wahlbezirk des Amtes Offenburg mit Teilen des Amtes Appenweier                           | Franz Karl Roßhirt                                                 |
| A21          | Wahlbezirk der Ämter Gengenbach und Oberkirch mit Teilen des Amtes Appenweier            | Karl Kimmig                                                        |
| A22          | Wahlbezirk der Ämter Rheinbischofsheim und Kork                                          | Benjamin Hauß                                                      |
| A23          | Wahlbezirk der Ämter Achern und Bühl                                                     | Franz Alois Conrad                                                 |
| A24          | Wahlbezirk der Ämter Ettlingen und Rastatt                                               | Josef Beck                                                         |
| A25          | Wahlbezirk der Ämter Baden, Gernsbach und Steinbach                                      | Friedrich Wilhelm August Eisenlohr                                 |
| A26          | Wahlbezirk des Landamtes Karlsruhe mit Teilen des Landamtes Bruchsal                     | Karl August Mühlhäußer                                             |
| A27          | Wahlbezirk der Ämter Durlach und Stein                                                   | Karl Friderich                                                     |
| A28          | Wahlbezirk des Amtes Pforzheim                                                           | Albert Georg Henne                                                 |
| A29          | Wahlbezirk des Amtes Bruchsal mit Teilen des Amtes Eppingen                              | Georg Martin Hildebrandt                                           |
| A30          | Wahlbezirk des Amtes Bretten mit Teilen des Amtes Eppingen                               | Louis Paravicini                                                   |
| A31          | Wahlbezirk der Ämter Philippsburg und Schwetzingen                                       | Johann Heinrich Gerber                                             |
| A32          | Wahlbezirk der Ämter Wiesloch und Neckargmünd                                            | Johann Friedrich Wundt                                             |
| A33          | Wahlbezirk des Amtes Sinsheim mit Teilen des Amtes Eppingen                              | Schupp, Wilhelm Karl August                                        |
| A34          | Wahlbezirk des Amtes Heidelberg                                                          | Heinrich Holzmann                                                  |
| A35          | Wahlbezirk der Ämter Ladenburg und Weinheim                                              | Karl Wilhelm Schmezer                                              |
| A36          | Wahlbezirk des Amtes Neckarbischofsheim mit Teilen des Amtes Mosbach (links des Neckars) | August Karl Fröhlich                                               |
| A37          | Wahlbezirk des Amtes Eberbach mit Teilen des Amtes Mosbach (rechts des Neckars)          | Theodor Frey                                                       |
| A38          | Wahlbezirk der Ämter Buchen und Osterburken                                              | Wilhelm Herth                                                      |
| A39          | Wahlbezirk des Amtes Boxberg                                                             | Ernst Philipp Huffschmid                                           |
| A40          | Wahlbezirk der Ämter Tauberbischofsheim und Gerlachsheim                                 | Karl Mathy                                                         |
| A41          | Wahlbezirk der Ämter Wertheim und Walldürn                                               | Jakob Lindau                                                       |

## Belege und Anmerkungen
1. ↑  Ludwig Bauer, Bernhard Gißler: Die Mitglieder der Ersten Kammer der Badischen Ständeversammlung von 1819 – 1912. Fidelitas, Karlsruhe 1913, 5. Auflage, S. 39
2. ↑  Adolf Roth und Paul Thorbecke: Die badischen Landstände. Landtagshandbuch. Verlag der G. Braunschen Hofbuchdruckerei, Karlsruhe 1907, S. 270
3. 1 2 3 4 5 6 7 8 9 10 11 12 13 14 15 16 17  Dieser Mandatsträger ist in den amtlich veröffentlichten Abgeordnetenlisten als promovierter Akademiker ausgewiesen, d. h. dort üblicherweise mit einem vor dem Namen stehenden Doktor-Grad verzeichnet
4. 1 2  Bis 1931 hieß die Stadt Baden-Baden nur Baden.